# Cykel (wiskunde)
In de groepentheorie, een deelgebied van de wiskunde, is een cykel een permutatie van de elementen van enige verzameling {\displaystyle X}, die de elementen van enige deelverzameling {\displaystyle S} van {\displaystyle X} op een cyclische manier op elkaar afbeeldt. Daarbij blijven alle andere elementen op hun  plaats, dat wil zeggen dat zij op zichzelf worden afgebeeld. De verzameling {\displaystyle S} wordt de baan van de cykel genoemd.

## Definitie
Een permutatie {\displaystyle \sigma } van een verzameling {\displaystyle X}, die een bijectie {\displaystyle \sigma :X\to X} is, wordt een cykel genoemd, indien de actie op {\displaystyle X} van de ondergroep, gegenereerd door {\displaystyle \sigma } precies één baan heeft met meer dan één element. Dit begrip wordt meestal gebruikt wanneer {\displaystyle X} een eindige verzameling is. Dit aangezien de baan {\displaystyle S} dan ook eindig is. Laat {\displaystyle s_{0}} enig element van baan {\displaystyle S} zijn, en zet {\displaystyle s_{i}=\sigma ^{i}(s_{0})\,} voor enige {\displaystyle i\in \mathbb {Z} }. Aangezien is aangenomen dat {\displaystyle S} meer dan één element heeft is {\displaystyle s_{1}\neq s_{0}}. Als {\displaystyle S} eindig is, bestaat er een minimaal getal {\displaystyle k>1}, waarvoor {\displaystyle s_{k}=s_{0}}. Dan geldt {\displaystyle S=\{s_{0},s_{1},\ldots ,s_{k-1}\}} en is {\displaystyle \sigma } de permutatie, die wordt gedefinieerd door 
{\displaystyle \sigma (s_{i})=s_{i+1}\quad {\mbox{voor }}0\leq i<k}
en is {\displaystyle \sigma (x)=x} voor enig element van {\displaystyle X\setminus S}. De elementen die niet zijn vastgepind door {\displaystyle \sigma } kunnen worden afgebeeld als  
{\displaystyle s_{0}\mapsto s_{1}\mapsto s_{2}\mapsto \cdots \mapsto s_{k-1}\mapsto s_{k}=s_{0}}.
Een cykel kan in de compacte cykelnotatie {\displaystyle \sigma =(s_{0}~s_{1}~\dots ~s_{k-1})} worden geschreven, in deze notatie wordt geen gebruikgemaakt van komma's tussen de elementen, dit om verwarring met een {\displaystyle k}-tupel te vermijden. De lengte van een cykel is het aantal elementen van haar baan van niet-vaste elementen. Een cykel van lengte {\displaystyle k} wordt ook wel een {\displaystyle k}-cykel genoemd.

## Basiseigenschappen
Een van de fundamentele resultaten voor symmetrische groepen zegt, dat iedere permutatie kan worden uitgedrukt als een product van disjuncte cykels, meer precies: cykels met disjuncte banen. Deze cykels zijn met elkaar commutatief, en de uitdrukking van de permutatie is uniek 'up to' de orde van de cykels, maar merk op dat de cykelnotatie niet uniek is: elk {\displaystyle k}-cykel kan, afhankelijk van de keuze van {\displaystyle s_{0}} in zijn baan, zelf op {\displaystyle k} verschillende manieren worden geschreven. De multiset van lengtes van de cykels in deze uitdrukking wordt daarom uniek bepaald door de permutatie, en zowel het teken als de conjugatieklasse van de permutatie worden er in de symmetrische groep door bepaald.
Het aantal {\displaystyle k}-cykels in de symmetrische groep {\displaystyle S_{n}} wordt voor {\displaystyle 2\leq k\leq n}, gegeven door de volgende equivalente formules
{\displaystyle {\binom {n}{k}}(k-1)!={\frac {n(n-1)\cdots (n-k+1)}{k}}={\frac {n!}{(n-k)!k}}}
Een {\displaystyle k}-cykel is het product van {\displaystyle k-1} transposities en  heeft teken {\displaystyle (-1)^{k-1}}.